# آستین برکلی
آستین برکلی (انگلیسی: Austin Berkley؛ زادهٔ ۲۸ ژانویهٔ ۱۹۷۳) بازیکن فوتبال اهل بریتانیا است.
از باشگاه‌هایی که در آن بازی کرده‌است می‌توان به باشگاه فوتبال سوئیندون تاون، باشگاه فوتبال گیلینگام، باشگاه فوتبال ابسفلیت یونایتد، باشگاه فوتبال کارلایل یونایتد، باشگاه فوتبال چلمزفورد سیتی، باشگاه فوتبال بارنت، و باشگاه فوتبال شروزبری تاون اشاره کرد.